# 天杉貴志
天杉 貴志（てんすぎ たかし）は日本の漫画家、イラストレーター。

## 経歴
2002年、『ヤングキングアワーズ』にて「春遠からじ。」でデビュー。現在はフリーで活動している。

## 作品リスト

### 漫画作品
- 春遠からじ。（『ヤングキングアワーズ』2002年） - デビュー作。
- 美少女猫飼いの葛藤（『季刊GELATIN』2010なつ号〈2010年〉）[1]
- 『魔法少女かずみ☆マギカ 〜The innocent malice〜』芳文社〈まんがタイムKRコミックス〉全5巻（原作：平松正樹、『まんがタイムきららフォワード』2011年[2] - 2013年） - 作画を担当。『魔法少女まどか☆マギカ』のスピンオフ作品[2]。
- 杏子餌付け（原案：Magica Quartet、『魔法少女まどか☆マギカ アンソロジーコミック』2巻、2012年） - 『魔法少女まどか☆マギカ』のアンソロジー寄稿作品。

### その他
- SNKギャルズアイランド ビューティーダンジョン 美々っときました！（携帯アプリゲーム、2010年）サブキャラクターのイラスト
- 天空のスカイガレオン（携帯向けトレーディングカードゲーム、2010年）イラスト。第一弾から第四弾まで参加。
- 獣吾ドキドキプロジェクト！（著者：阿智太郎、電撃文庫、2011年、全2巻）イラスト
- 魔法少女まどか☆マギカ アンソロジーコミック 1巻（原案：Magica Quartet、2011年）カバーイラスト[3]
- 魔法少女まどか☆マギカ the illustrated book（『魔法少女まどか☆マギカ』のイラスト集、2013年）イラスト[4]